# Axel Pehrsson-Bramstorp
Axel Alarik Pehrsson-Bramstorp Axel Alarik Pehrsson; 19 tháng 8 năm 1883 – 19 tháng 2 năm 1954) là chính trị gia và Thủ tướng Thụy Điển được vài tháng năm 1936.